# (419) Aurelia
(419) Aurelia – planetoida z grupy pasa głównego asteroid okrążająca Słońce w ciągu 4 lat i 68 dni w średniej odległości 2,6 j.a. Została odkryta 7 września 1896 roku w Landessternwarte Heidelberg-Königstuhl w Heidelbergu przez Maxa Wolfa. Pochodzenie nazwy planetoidy nie jest znane. Przed jej nadaniem planetoida nosiła oznaczenie tymczasowe (419) 1896 CW.